# Miss El Salvador 2023
Miss El Salvador 2023 se llevó a cabo en el Teatro Nacional en la ciudad de San Salvador, El Salvador el 30 de julio de 2023. 14 candidatas de diferentes partes de la República Salvadoreña compitieron por el título. Al final del evento Alejandra Guajardo, Miss Universo El Salvador 2022 de Cabañas, coronó a Isabella García-Manzo de San Salvador como su sucesora.

## Resultados
La ganadora de esta edición representará a El Salvador en la 72.ª edición de Miss Universo, siendo la anfitriona.
| Resultado final       | Candidata |
| --------------------- | --- |
| Miss El Salvador 2023 | - San Salvador - Isabella García-Manzo |
| Primera Finalista     | - Cuscatlán - Fátima Cuéllar |
| Segunda Finalista     | - La Libertad - Mariana Quintanilla |
| Top 5                 | - Morazán - Valeria Maldonado - Usulután - Daniela Guevara                                                                                    |
| Top 10                | - La Paz - Tiffany Catota - La Unión - Ana Moctezuma - San Miguel - Marielos Recinos - Santa Ana - Elizabeth Cáder - Sonsonate - Paola Vicuña |

## Jurados
- Milena Mayorga: Embajadora de El Salvador en los Estados Unidos de América, Miss El Salvador 1996 y Top 10 en Miss Universo 1996.
- Gustavo Arango: Diseñador colombiano.
- Andreína Martínez: Miss República Dominicana 2022 y 2da Finalista en Miss Universo 2022.
- Pablo Machado: Diseñador internacional.
- Evelyn Guerra de Peña: empresaria.

## Candidatas
14 candidatas compitieron por el título:
| Departamento | Candidata                        | Edad |
| ------------ | -------------------------------- | ---- |
| Ahuachapán   | Katherine Daniela Ramos          | 18   |
| Cabañas      | Katherine Salguero               | 22   |
| Chalatenango | Frine Santamaría                 | 27   |
| Cuscatlán    | Fátima Marcela Cuéllar Molina    | 25   |
| La Libertad  | Mariana Quintanilla              | 23   |
| La Paz       | Tiffany Catota                   | 26   |
| La Unión     | Ana Sofía Varela Moctezuma       | 19   |
| Morazán      | Valeria Maldonado                | 21   |
| Santa Ana    | Margarita Elizabeth Cáder Medina | 27   |
| San Miguel   | Marielos Recinos                 | 28   |
| San Salvador | Isabella García-Manzo Gutiérrez  | 20   |
| San Vicente  | Adriana Escalante                | 22   |
| Sonsonate    | Paola Vicuña                     | 24   |
| Usulután     | Daniela Guevara                  | 22   |

## Datos acerca de las candidatas
- Algunas de las delegadas del Miss El Salvador 2023 han participado o participarán en otros certámenes de importancia nacionales e internacionales:
  - Elizabeth Cáder (Santa Ana) fue semifinalista en Miss Internacional 2016 y Top Model of the World 2016.
  - Fátima Cuéllar (Cuscatlán) fue semifinalista en Miss Mundo 2017.
  - Tiffany Catota (La Paz) participó sin éxito en Reina Hispanoamericana 2021.
- Algunas delegadas nacieron o viven en otro país distinto al que representan, o tienen un origen étnico distinto:
  - Isabella García-Manzo (San Salvador) es mitad guatemalteca y radica en España.
  - Elizabeth Cáder (Santa Ana) es de ascendencia palestina.

- Otros datos significativos de algunas candidatas:
  - Elizabeth Cáder (Santa Ana) es la primera madre que participa en la historia del concurso.[3]